# Mallota sogdiana
Mallota sogdiana är en tvåvingeart som beskrevs av Stackelberg 1950. Mallota sogdiana ingår i släktet hålblomflugor, och familjen blomflugor.
Artens utbredningsområde är Uzbekistan. Inga underarter finns listade i Catalogue of Life.